# Sieci popołudnia
Sieci popołudnia (ang. Meshes of the Afternoon) – amerykański film awangardowy z 1943 roku w reżyserii Mai Deren i Alexandra Hammida. Utrzymany w tradycji amatorskich home movies film przedstawia pościg kobiety (granej przez samą Deren) za zagadkową postacią, której nigdy nie zdoła ona dogonić.
Sieci popołudnia są współcześnie najbardziej znanym filmem Deren, podatnym na szereg freudowskich i surrealistycznych interpretacji; realizm miesza się w nim z magicznością, a poetycka forma służy twórczej ekspresji samej artystki, która utrwaliła siebie na taśmie filmowej. Odbioru dzieła pary amerykańskich artystów nie ułatwia jego niedokończona struktura: film został nakręcony jako niemy, natomiast dopiero w 1959 roku Deren zleciła kompozytorowi Teiji Ito nagranie doń ścieżki dźwiękowej.
W 1990 roku Biblioteka Kongresu Stanów Zjednoczonych umieściła Sieci popołudnia na liście filmów budujących dziedzictwo narodowe kraju w National Film Registry. W 2015 roku British Broadcasting Company umieściła Sieci popołudnia na liście stu najlepszych filmów amerykańskich w historii.